# Trinchesia yamasui
Trinchesia yamasui (Hamatani, 1993) è un mollusco nudibranchio appartenente alla famiglia Trinchesiidae.